# Johan Christopher Hoffmann
Johan Christopher Hoffmann (27. april 1799 i Maribo – 19. december 1874) var en dansk officer.

## Uddannelse og lærervirksomhed
Han var født i Maribo, hvor hans fader, Henrik Nicolai Hoffmann, var apoteker; moderen hed Sophie f. Erreboe. Han indtrådte 1806 i Hæren som volontær, blev artillerikadet 1812, stykjunker 1814 og efter aflagt officerseksamen, der tillige skaffede ham en medalje og en hæderssabel for udmærket flid, sekondløjtnant i artilleriet 1815, idet han dog først kom i nummer 1823. Men allerede forinden var han udnævnt til lærer i historie og geografi samt matematik ved Artillerikadetinstituttet, hvornæst han blev premierløjtnant 1827 med aldersorden først fra 1830. Hoffmann ville gerne have indtrådt som elev på den i 1830 oprettede kgl. militære Højskole, men i stedet for ansattes han som lærer ved samme, først i fysik og fra 1831 tillige i kemi. Som sådan udgav han Ledetraad ved Forelæsningen i Fysik ved den kgl. militære Højskole (1830-32) og en Ledetraad i Kemi (1832), hvilke dog ikke findes i boghandelen. I 1837 fik han reserveret anciennitet som kaptajn, hvilken karakter han opnåede 1840, og i 1842 udgav han Anvisning til ved Hjælp af den galvaniske Kobberudskilning at mangfoldiggjøre en med Pen eller Ridsefjeder udført Skrift eller Tegning (Galvanografi), hvilken afhandling ikke alene blev oversat til tysk, men tillige samme år lod ham blive medlem af Videnskabernes Selskabs fysiske gruppe; senere blev han også medlem af Det Kongelige Norske Videnskabers Selskab og af bestyrelsen for Efterslægtselskabets Skole.

## En af Danmarks tidligste fotografer
I samme periode var han også en af Danmarks første daguerreotypister. Hoffmann benyttede sig af Militærakademiets daguerreotypikamera, fremstillet af Noël-Marie Paymal Lerebourg, fremstillet i Paris i efteråret 1839. Det er et helpladekamera, dvs. bygget til plader af helformat, 16,24 x 21,66 cm. Kameraet tilhører i dag Danmarks Tekniske Museum.
I februar 1840 optog Hoffmann to fotografier af Kongens Nytorv med Hotel d'Angleterre på hjørnet af Østergade). Lokaliteten var ikke fremmed for ham, for på dette tidspunkt lå Militærakademiet i Gjethuset umiddelbart over for fotografiernes motiv. Originalerne er gået tabt, men omkring 1900 blev de affotograferet af Frederik Riise.
Hoffmann fortsatte dog ikke sit virke som fotograf. Til gengæld tyder det på, at han fik sendt en anden tidlig daguerreotypist, A. Olsen, til Bornholm, hvor Hoffmanns slægt havde rødder.

## Chefsposter
Hoffmann, som i 1840 var blevet sat à la suite med bibehold af sin gage og i 1849 havde fået majors anciennitet, udnævntes samme år til chef for Laboratorieetaten, hvilken stilling han dog først overtog året efter afgangen fra højskolen. Ved laboratoriet arbejdede han meget med skydebomuld, hvorom han også skrev artikler i Berlingske Tidende. Han blev kort tid efter medlem af en kommission angående Den polytekniske Læreanstalts og Den militære Højskoles forening og havde som sådan andel i 2 forslag til Kirke- og Undervisningsministeriet om ordningen af den højere matematiske og naturvidenskabelige undervisning i praktisk retning (1852). I 1852 erholdt han oberstløjtnants karakter og blev i 1853 fungerende og det følgende år virkelig kommandør for Landkadetkorpset. Han var afholdt af kadetterne, hvem han bibragte interesse for fysik og kemi, men kunne ikke hindre, at Landkadetkorpset opløstes 1. november 1861, hvorefter han det næste år stilledes à la suite i Hæren og udnævntes til oberst. I 1865 benådedes Hoffmann med Kommandørkorset af 1. grad af Dannebrogordenen, fik i 1868 tillagt rang i 2. klasse og døde 19. december 1874.
Han indtrådte 3. maj 1826 i ægteskab med Helene Cecilie Hoffmann, datter af matematisk instrumentmager Hoffmann.